# Ulica Racławicka w Warszawie

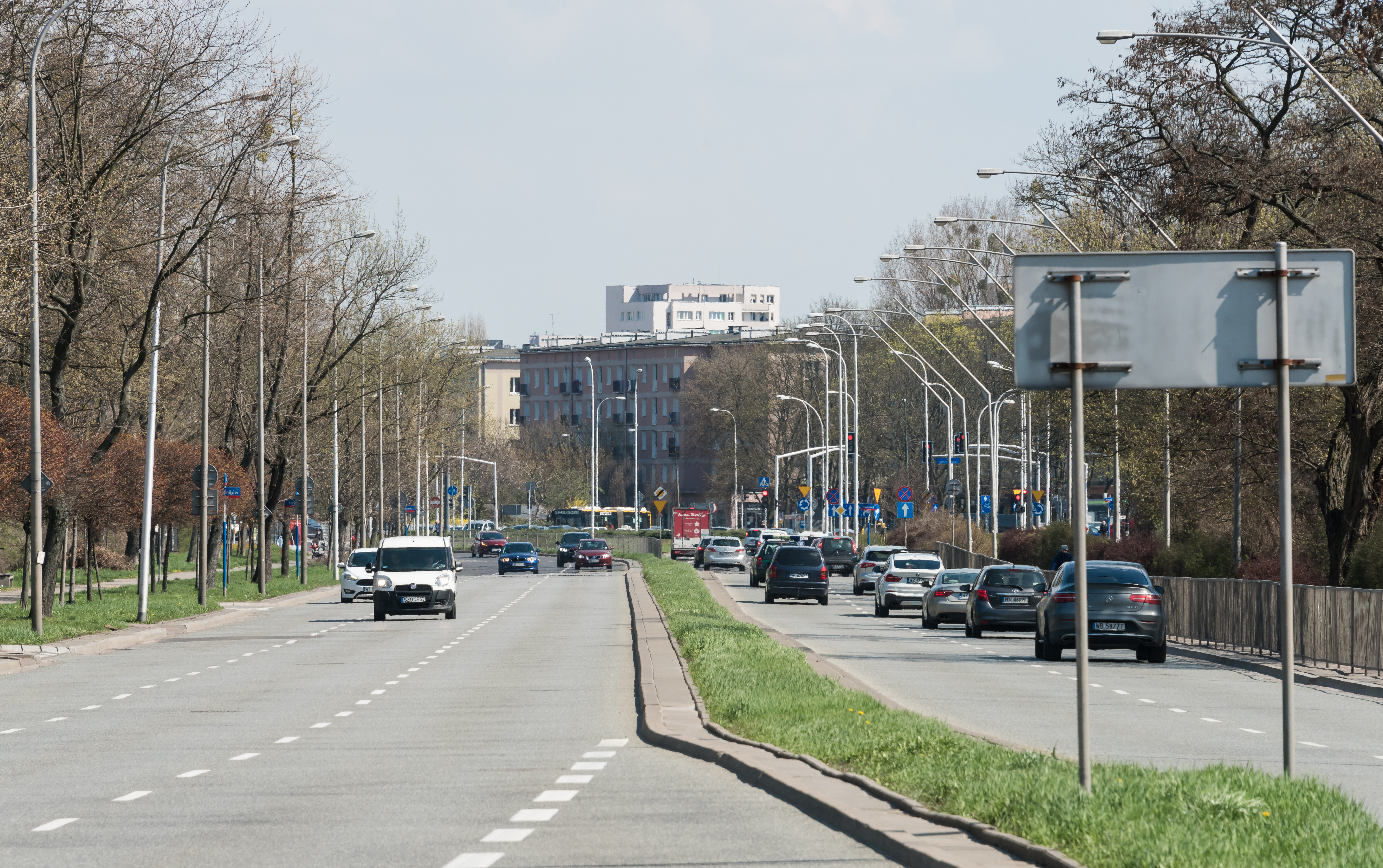
Ulica na wysokości ul. Płatowców

Ulica Racławicka – ulica w warszawskich dzielnicach Mokotów i Ochota.

## Przebieg ulicy
Ulica Racławicka zaczyna swój bieg na Starym Mokotowie od skrzyżowania z ulicą Puławską, a następnie, jako mała, lokalna ulica, biegnie na zachód napotykając od południa Bałuckiego, od północy Dożynkową (dawniej zwaną Misyjną), od południa Tenisową, następnie z dwóch kierunków Kazimierzowską, dalej od północy Drużynową i Piłkarską, od południa Szczekocińską (a dokładnie: krótki jej odcinek będący podjazdem pod kościół, ponieważ przejazd do posesji przy Szczekocińskiej i dalej do ul. Ursynowskiej jest zamknięty od strony Racławickiej), następnie przecina aleję Niepodległości (brak przejazdu przez al. Niepodległości, piesi mogą przejść przejściem podziemnym stacji metra).
Dalej przez długi odcinek nie krzyżuje się z żadną drogą, a południowa linia ulicy kreśli granicę dla Ogródków Działkowych "Odyńca", dochodzi do ul. Wołoskiej, lecz nie ma z nią połączenia (kończy się ślepo). Zachodni odcinek ul. Racławickiej jest przedłużeniem ul. Odyńca, z którą tworzy ciąg komunikacyjny. Na skrzyżowaniu z ul. Odyńca i Wołoską zbudowano rondo. Odtąd Racławicka biegnie przez tereny Wyględowa. Od ul. Wołoskiej do ul. Żwirki i Wigury jest szeroką, dwujezdniową ulicą. Racławicka napotyka kolejno: fragment ul. Pływackiej przeznaczony dla pieszych, Maratońską, Balonową, Turystyczną, Oszczepników, Płatowcową, Miłobędzką i Do Fortu, przecina ul. Żwirki i Wigury. Za ul. Żwirki i Wigury, na osiedlu Rakowiec, ponownie jest jednojezdniową ulicą, napotyka jeszcze ul. Jasielską i przecina ul. Mołdawską. Swój bieg kończy pozornie na skrzyżowaniu z ul. Mołdawską. Odcinek ul. Racławickiej między ul. Mołdawską a ul. Bohdanowicza jest przeznaczony dla pieszych. Od skrzyżowania z ul. Bohdanowicza Racławicka jest ponownie dostępna dla ruchu kołowego, napotyka jeszcze ul. Sąchocką, przy skrzyżowaniu z ul. Sierpińskiego skręca w lewo i zaraz w prawo, i kończy się na ul. Grójeckiej na wprost ul. Harfowej (w pobliżu stacji PKP Rakowiec).

## Opis
W czasie budowy punktu oporu Szcza-M („Rakowiec”), Fortu M („Mokotów”), punktu oporu M-Tsche („Odyńca”) i łączących je wałów międzyfortowych pierścienia wewnętrznego Twierdzy Warszawa po 1880 roku, po północnej stronie wałów wytyczono drogę łączącą te umocnienia z dawnym traktem lubelskim. Drogę tę nazywano Szosą Fortową lub Drogą Fortową.
W kwietniu 1916, w wyniku włączenia przedmieść do Warszawy, droga znalazła się w obrębie miasta. W 1922 roku drogę nazwano ul. Racławicką, jej pierwotna trasa jest niemal niezmieniona do dziś. Około 1930 r. wzdłuż Racławickiej zbudowano domy mieszkalne przy ul. Puławskiej (zniszczone w czasie II wojny światowej), a dalej – wille, niektóre istnieją do dzisiaj. W okresie okupacji niemieckiej ulicy nadano nowe nazwy: polską Rolna i niemiecką Ackerstrasse.
W latach 90. XX wieku wyasfaltowano odcinek między al. Niepodległości a ul. Wołoską, który był ostatnim fragmentem ulicy bez nawierzchni bitumicznej. W 2006 r. ulicę na odcinku od ul. Wołoskiej do ul. Żwirki i Wigury poważnie poszerzono i przebudowano tak, że stała się szeroką arterią łączącą Mokotów z Ochotą. Rondo u zbiegu ul. Racławickiej, Wołoskiej i Odyńca nazwano 2 lutego 2017 rondem Roberta Schumana.
Na terenie dawnego Fortu M mieściły się, od 1961 r. do końca lat 80., Zakłady Radiowe i Telewizyjne "ZARAT", producent telewizyjnych i radiowych urządzeń nadawczych.
28 grudnia 1946 po raz pierwszy ulicą wytyczono trasę autobusu miejskiego o oznaczeniu "R". Jego pętla znajdowała się na wysokości ul. Płatowcowej i Miłobędzkiej. 22 lutego 1949 linia została zlikwidowana, w jej miejsce uruchomiono linię 111 o zmienionej trasie.
W latach 50. XX przy ulicy powstał stadion Warszawskiego Klubu Sportowego „Gwardia”. Obiekt został zamknięty w 2012 przez nadzór budowlany, a w 2018 rozpoczęła się jego rozbiórka. Teren został przejęty przez Agencję Bezpieczeństwa Wewnętrznego, a następnie przez Agencję Wywiadu i ustanowiony terenem zamkniętym „ze względu na bezpieczeństwo i obronność państwa”. Na trzyhektarowej sąsiedniej działce ma powstać nowa siedziba agencji Frontex.

## Ważniejsze obiekty
- Klasztor św. Józefa i siedziba kurii prowincjalnej Prowincji Warszawskiej Karmelitów Bosych
- Fort Mokotów
- Stadion Gwardii Warszawa
- Stacja metra Racławicka